# Do You Take This Man
Do You Take This Man (engl. für „Nehmen Sie diesen Mann“) ist ein Film von Joshua Tunick, der am 7. Juli 2017 in die US-amerikanischen Kinos kam.

## Handlung
Daniel und Christopher stehen kurz vor ihrer Hochzeit und haben am Vorabend den engsten Familien- und Freundeskreis zum Abendessen eingeladen. Der 40-Jährige und der Anfang 30-Jährige sind sehr unterschiedliche Typen, in ihren Interessen, ihrer Wahl der Freunde und in ihrer Art, mit dem Stress des Lebens umzugehen. Daniel ist ein Perfektionist und will in der Küche ein unvergessliches Essen zaubern, wobei er sich nicht helfen lassen will. Daher passt es gut, dass Christopher von seinen Freunden Summer und Bradley zum Brunch ausgeführt wird, die zu seiner Überraschung Emma, dessen Freundin aus Kindertagen, eingeladen haben, zu der er seit seiner Pubertät keinen Kontakt mehr hatte, als Hochzeitsgeschenk quasi.
Daniel, der von dieser nichts wusste, ist aufgeregt, als Emma als weiterer Gast bei der Dinnerparty erscheint und durch sie einiges von Christophers früherem Leben erfährt. Auch Christopher soll an dem Abend viel Neues über seinen Zukünftigen erfahren. So hatte Daniel zwar immer zugegeben, dass er in der Vergangenheit ein paar Dates mit Jacob hatte, nun kommt jedoch heraus, dass es ein paar mehr waren, als behauptet. Die Krise verschärft sich nach der Ankunft von Daniels liebevollen, aber manchmal ziemlich aufdringlichen Eltern und seiner Schwester, und alles wird noch schlimmer, als die Frau, die ihre Hochzeitszeremonie durchführen sollte, dringend die Stadt verlassen muss.

## Produktion
Es handelt sich bei Do You Take This Man um Joshua Tunicks Spielfilmdebüt, der bei dem Film Regie führte und auch das Drehbuch schrieb.
Der Film feierte am 16. Juli 2016 beim Outfest in Los Angeles seine Premiere und kam am 7. Juli 2017 in die US-amerikanischen Kinos.

## Rezeption

### Kritiken
Stephen Farber von The Hollywood Reporter erklärt, ein Großteil des Films bestehe aus Dialogszenen zwischen zwei Figuren und sei ein Zusammenschnitt von aneinandergereihten Nahaufnahmen, was wie ein monotones Metronom wirke. Die einfallslose Gestaltung und Bearbeitung des Films werde nicht durch sein niedriges Budget gerechtfertigt, und der verschwenderische Lebensstil des schwulen Paares könnte beim Publikum für Unbehagen sorgen.

### Auszeichnungen
Cleveland International Film Festival 2017
- Nominierung als Bester US-amerikanischer Independent-Film